# ريدة (اليمن)
ريدة مدينة تقع في مديرية ريدة التابعة لمحافظة عمران شمال غرب اليمن. في السنوات السابقة قبل هجرة معظم يهود اليمن كان ينصب السوق اليهودي في هذه المدينة.
اعتبارا من عام 2009 فإن أعداد الجالية اليهودية بلغت 266 شخصا. توجد في المدينة ثلاثة معابد ومدرستين. خلال الهجوم على قطاع غزة فقد حدثت توترات مع المسلمين المحليين مما أدى إلى مقتل المدرس الديني والجزار اليهودي موشيه يعيش النهاري على يد متطرف إسلامي بعدما طالبه باعتناق الإسلام. كانت آخر مرة وقعت حادثة من هذا النوع في ريدة في عام 1986 عندما قتل اثنان من اليهود. بعد مقتل النهاري شعرت الجالية اليهودية بمدى ضعفهم واشتكوا من أنهم يتعرضون للمضايقة والتهديد من قبل المتطرفين. طلبوا المساعدة من الحكومة. 16 عائلة يهودية هاجرت إلى إسرائيل في يونيو 2009. زوجة النهاري وأبنائه التسعة هاجروا أيضا إلى إسرائيل.